# Lü Bicheng
Lü Bicheng (vereenvoudigd Chinees: 吕碧城; traditioneel Chinees: 呂碧城; pinyin: Lǚ Bìchéng) (Taiyuan, 1883 – Hongkong, 24 januari 1943) was een Chinese schrijfster, activiste, journaliste, dichter en scholenstichter. Ze wordt wel gezien als een van de vier toonaangevendste vrouwen in de literatuur van de vroege Republiek China.

## Jeugd
Lü Bicheng werd geboren in Taiyuan in de provincie Shanxi in 1883, tijdens de late Qing-dynastie. Haar familie was oorspronkelijk afkomstig uit Jingde in de provincie Anhui. Haar vader Lü Fengqi (呂鳳岐), die in 1877 de jinshi-graad had behaald, werkte als Commissaris van Onderwijs van de provincie Shanxi. Haar moeder Yan Shiyu (嚴士瑜) was een goed opgeleide vrouw van stand. Bicheng was de derde van vier dochters; haar oudere zussen Lü Huiru en Lü Meisun kwamen eveneens bekend te staan om hun literaire prestaties.
Toen Bicheng vier was, ging haar vader met pensioen en vertrok het gezin naar Lu'an (provincie Anhui). Lü leidde daar een comfortabel leven tot haar vader in 1895 overleed. Omdat er geen mannelijke erfgenaam was, streden verschillende leden van de familie Lü om zijn erfenis. Yan Shiyu en haar dochters werden gedwongen om naar Lai'an te verhuizen, om daar bij Yans familie te gaan wonen. De vrouwen werden daar slecht behandeld.
Lü Bicheng was op haar negende beloofd aan een zoon van een familie Wang, maar nu haar familiefortuin geslonken was, verbraken de Wangs het huwelijkscontract - wat Bicheng het stigma van een 'geweigerde vrouw' gaf. Het resulterende emotionele litteken wordt vaak genoemd als een belangrijke factor in haar latere besluit om nooit te trouwen. Op vijftien- of zestienjarige leeftijd werd Lü door haar moeder naar haar oom Yan Langxuan (嚴朗軒) gestuurd. Hij was zoutadministrateur in Tanggu, een havenstad nabij Tianjin. Haar zus Huiru ging hier later ook wonen.

## Carrière

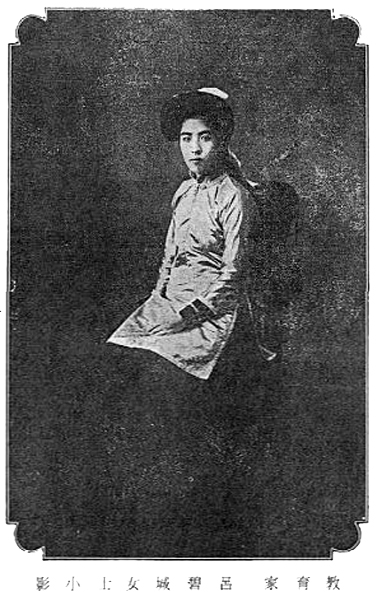
Lü Bicheng als onderwijzeres, 1911.

Tijdens Lü Bichengs verblijf in Tanggu maakte China onder de Qing-dynastie tumultueuze tijden door: er waren de mislukte Honderd Dagen-hervormingen (1898), die een groeiend bewustzijn van vrouweneducatie teweegbracht, en de Bokseropstand van 1900.
In 1904 werd Lü Bicheng uitgenodigd door mevrouw Fang, de vrouw van haar ooms secretaris, om een meisjesschool in Tianjin te bezoeken. Haar oom stak hier echter een stokje voor en wees haar streng terecht. De volgende dag liep ze weg en nam ze – zonder geld of bagage – de trein naar Tianjin. Ze schreef een brief aan mevrouw Fang, die in het slaapverblijf van de krant Ta Kung Pao verbleef. Ying Lianzhi, de katholieke en adellijke Mantsjoe die de krant had opgericht, las de brief en was zo onder de indruk dat hij Lü aanstelde als assistent-redacteur. In die tijd was het sensationeel dat een vrouw voor zo'n invloedrijke nationale krant als Ta Kung Pao schreef.
Lü's ci-gedichten werden in de krant gepubliceerd en werden goed ontvangen. Van 1904 tot 1908 was ze de hoofdredacteur. In 1904 had ze ook besloten om het meisjesonderwijs te verbeteren. Ze had haar gedachten over vrouwenrechten gepubliceerd en de algemene redacteur van de krant stelde haar voor aan Yan Fu, een voorvechter van westerse ideeën. In datzelfde jaar richtte ze een school voor vrouwen op, de tegenwoordige Kunstacademie van Tianjin. Op 23-jarige leeftijd, twee jaar na de oprichting, werd Lü de directeur van deze school. Lü kende de revolutionaire Qiu Jin en had soortgelijke doelen, maar steunde Qiu niet in Japan toen ze daarvoor werd gevraagd. Ze was er namelijk onzeker over of vrouwen zich wel in de politiek moesten mengen. Hierna werd Lü gekozen als secretaresse van Yuan Shikai, president en krijgsheer. Toen Yuan zich tot keizer uitriep, ging Lü net als veel van zijn andere aanhangers bij hem weg en liet de baan voor wat die was.
In 1918 reisde Lü naar New York, waar ze vier jaar lang studeerde aan Columbia University. Tijdens deze periode was ze correspondent voor de Shanghai Times.
Van 1926 tot 1933 reisde Lü naar verschillende westerse landen. Ze nam hier ook deel aan het derde internationale dierenbeschermingscongres in Wenen (1929), waar ze een algemeen verbod op het doden van dieren bepleitte.
In 1930 bekeerde ze zich tot het boeddhisme en stopte ze met publiceren. Na haar terugkeer uit Europa woonde ze tot haar dood in 1943 in Hongkong, waar ze soetra's vertaalde.

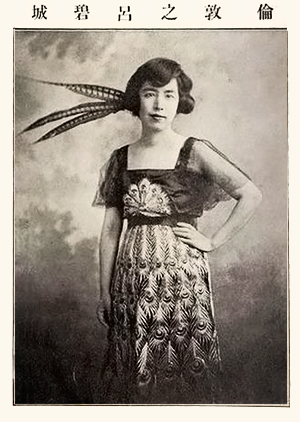
Lü Bicheng in Londen, datum onbekend.
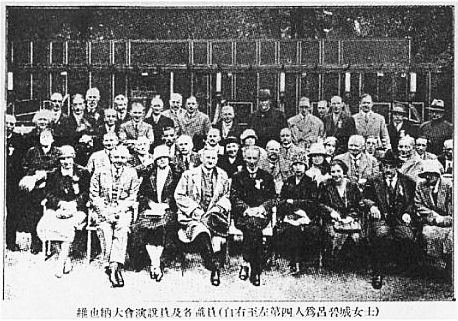
Lü op het dierenbeschermingscongres in Wenen, 1929.
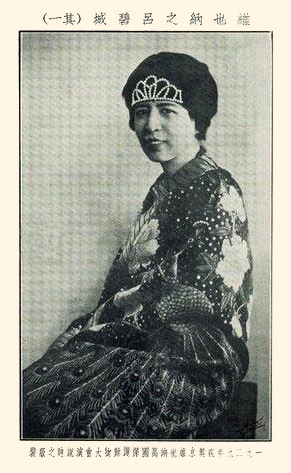
Eveneens in Wenen, 1929.

## Nalatenschap
Lü Bicheng is genoemd als een van de vier vrouwelijke 'genieën' van de vroege Republiek China, samen met Eileen Chang, Xiao Hong en Shi Pingmei. In 2012 verscheen er een biografie van haar.
- Bibliothèque nationale de France: cb15021670b (data)
- Gemeinsame Normdatei: 107587033X
- International Standard Name Identifier: 0000 0001 1124 8261
- Library of Congress Control Number: n97100090
- Nationale Bibliotheek van Israël: 987007269452205171
- Nederlandse Thesaurus van Auteursnamen: 339356375
- Système universitaire de documentation: 126701938
- Trove: 1382830
- Virtual International Authority File: 83228882
- WorldCat: E39PBJg4jHgtWRhtbFK6B3R3Qq